# NK Triglav Kranj
Le NK Triglav Kranj est un club professionnel slovène de football basé à Kranj dans la région de Haute-Carniole.

## Histoire
Le club est sacré champion de deuxième division en 1997-1998 puis en 2000-2001.
Le club évolue en première division slovène de 2017 jusqu'à sa relégation sportive en juillet 2020.

## Anciens joueurs
- Siniša Anđelković
- Aleksandar Radosavljević
- Jasmin Handanović
- Bojan Jokić
- Darijan Matić
- Lucian Popescu
- Josip Iličić